# Charles Francis Adams
Charles Francis Adams (Boston, Massachusetts, 18 de agosto de 1807 - Boston, 21 de noviembre de 1886) fue un abogado, político, diplomático y escritor estadounidense.
Hijo del presidente John Quincy Adams y nieto del presidente John Adams. Estudió leyes bajo la dirección del insigne jurista Daniel Webster. Trabajó en la legislatura de Massachusetts y editó una publicación del partido Whig. Ayudó a formar el antiesclavista Free Soil Party (Partido del Suelo Libre) y en 1848 fue elegido como candidato de este partido a la vicepresidencia estadounidense.
Como embajador en Gran Bretaña (1861–1868) contribuyó positivamente en asegurar la neutralidad británica durante la guerra civil estadounidense y en promover la mediación de las reclamaciones de Alabama.